# San Antonio (Alajuelita)
San Antonio è un distretto della Costa Rica facente parte del cantone di Alajuelita, nella provincia di San José.